# Autocrítica
Una autocrítica es un examen crítico de los comportamientos y obras propios. Puede producirse durante una reflexión personal o una discusión en grupo, pero también en juicios y disculpas públicas.

## Filosofía y sociología
El término de crítica proviene del griego kritikē (κριτική), «(la acción de) discernir». Tener una actitud crítica con uno mismo es ser capaz de discernir y reconocer las propias limitaciones. De esta manera, la autocrítica es esencialmente algo interno: el reconocimiento de la finitud humana en general y más específicamente de la finitud propia. La autocrítica permite saber que hemos cometido y podemos cometer errores, y que somos, en tanto que sujetos, perfectibles.[cita requerida]
El perfeccionismo, a raíz de los fracasos o imprevistos vividos, pueden llevar a un individuo a dudar de sus propias capacidades y a una autocrítica excesivamente rigurosa. Esto conlleva albergar sentimientos de inferioridad, culpa y fracaso.

## Política
En política, y más concretamente en el marxismo, la autocrítica, para un político, un militante o un grupo de ellos, es el hecho de analizar y reconocer públicamente ante las autoridades responsables sus propios errores o desviaciones respecto de la línea oficial del partido.
Sin embargo, en regímenes como el soviético, la autocrítica no garantizaba la rehabilitación política. A menudo, aquellos forzados a hacer autocrítica eran expulsados del partido, despojados de sus derechos civiles o incluso condenados a muerte.